# Buffalo (Texas)
Buffalo é uma cidade localizada no estado norte-americano de Texas, no Condado de Leon.

## Demografia
Segundo o censo norte-americano de 2000, a sua população era de 1804 habitantes. 
Em 2006, foi estimada uma população de 1941, um aumento de 137 (7.6%).

## Geografia
De acordo com o United States Census Bureau tem uma área de 
10,4 km², dos quais 10,4 km² cobertos por terra e 0,0 km² cobertos por água. Buffalo localiza-se a aproximadamente 117 m acima do nível do mar.

## Localidades na vizinhança
O diagrama seguinte representa as localidades num raio de 32 km ao redor de Buffalo. 